# テストイベント企画
株式会社テストイベント企画（法人番号：1030001125866）は、東京都中央区に本社を置く、試験・講習会運営を専門とする日本の企業である。2018年設立。全国で実施される各種試験の企画、運営、問題作成、採点、会場手配など、試験関連業務をトータルでコーディネートしている。経済産業省から第一種電気工事士定期講習実施機関として指定を受けているほか、医学系学会の運営事務局としても活動している。

## 沿革
株式会社テストイベント企画は2018年5月25日に東京都中央区銀座に設立された。代表取締役には斉藤大嗣が就任した。
2020年度には経済産業省による事業再構築補助金（第5回）で4,495,908円の交付申請を行い採択された。
2021年9月にはプライバシーマーク（登録番号10862842(01)）を取得、同年10月25日には経済産業大臣から第6号第一種電気工事士定期講習実施機関としての指定を受けた。

## 事業内容

### 試験運営
テストイベント企画は、入学試験や採用試験、社内昇格試験、検定試験など、様々な試験の企画から運営までを一貫して手がけている。特に試験問題作成を専門としており、約70名の試験問題作成講師が在籍しているとされる。
CBT（Computer Based Testing）やIBT（Internet Based Testing）など、デジタル技術を活用した試験システムの運営も行っている。全国47都道府県での運営実績があると同社は述べている。

### 講習会運営
経済産業大臣指定第6号第一種電気工事士定期講習実施機関として、国家資格に関連する講習会を実施している。この指定は経済産業省の公式リストに掲載されており、住所・電話番号・公式URLも合わせて案内されている。また、東京都による感染症対策講習なども受託している。

### 学会・研究大会運営
医学系学会の運営事務局としても活動しており、日本線維筋痛症・慢性痛学会の第14回（2024年）および第15回（2025年）学術集会の運営事務局を受託している。医学系イベント告知サイト（Medical Online／M-Review）にも同社連絡先が掲載されている。

## 組織体制
テストイベント企画は資本金500万円の企業である。本社を東京都中央区銀座6-4-8 曽根ビル3階に置いている。
全国の試験会場で試験実施を統率できる責任者スタッフが約80名在籍しているとされる。2025年時点での取引先企業は200社近くに達しているとされる。

## 公的認定・資格
テストイベント企画は以下の認証・資格を取得している：
- 経済産業大臣指定第6号第一種電気工事士定期講習実施機関（2021年10月25日付）[2]
- プライバシーマーク（登録番号10862842(01)、2021年9月初回付与）[6]
- 全省庁統一資格（役務提供等 D等級）[4]